# Tmarus semiroseus
Tmarus semiroseus là một loài nhện trong họ Thomisidae.
Loài này thuộc chi Tmarus. Tmarus semiroseus được Eugène Simon miêu tả năm 1909.